# Fakutya (sporteszköz)
A fakutya egy téli, jégen használatos, fából készült sporteszköz. Készítéséhez szántalpat, vagy két keskeny lécet, vagy nagyobb deszkát használtak, melyre egy támlás széket erősítettek. A fakutya meghajtását két szöges végű bottal végezték, vagy egy másik ember, akin korcsolya volt, az segített tolni az eszközt. A fakutya használata azok számára is egyszerű volt, akik nem tudtak korcsolyázni, vagy valamilyen oknál fogva (például betegség) nem korcsolyázhattak. A hatvanas-hetvenes években a vastalpra szerelt kerti székek is elterjedtek. A néprajzkutatók feltételezései szerint a Festetics család valamely tagja hozta be Magyarországra 1860 körül. Először a Balatonnál használták, Keszthely környékén. A huszadik század elején a Velencei-tó, valamint a Balaton jegén fakutya versenyeket tartottak. A szán neve ezen a tájegységen belül riskó volt, ezért az új eszközt fariskó néven is emlegették. A meghajtáshoz használt szöges bot neve a gusztony volt. A szórakozáson kívül halászok és kereskedők is használtak fakutyát. A horgászeszközként használt fakutyák nagyobb rakodófelülettel rendelkeztek, hogy a szükséges eszközöket is magával tudja vinni a horgász.

## Etimológiája
A fakutya elnevezést vélhetően az egyenetlen jégfelszín miatt csikorgó hangja miatt kapta, amely a szöges botok kopogásával keveredve a kutyák vinnyogására, vagy ugatására emlékeztető hangot adott.
A szekérkerék megkötésére használt kis favályú neve is fakutya volt. Az erre használt alkatrész a dombok lejtőin haladva csikorgó, sikító hangot adott, amely hasonlatos a fakutya jégen kiadott hangjához. Ezen kívül fakutya szóval illették még a bognárok cégérét, valamint a házak falát a szekerek nekiütődésétől megvédő cölöpöket is. Ez utóbbit vélhetően a ház védelmezése, megóvása és a kutyák hasonló viselkedése miatt nevezték így. Más magyarázat alapján a pogány magyarok áldozati oltárára egy vicsorgó kutyabálványt helyeztek el. Ennek a neve volt a fakutya.
A Vigyorog, mint a fakutya mondás eredete bizonytalan, vélhetően a fentebb említett valamely jelentésből ered.
Fakutyának nevezik a Nyugat-Dunántúlon a sporteszközön kívül a csizma lehúzására használt fából készült, olykor díszes eszközt is.